# Isabella Paleologa
Isabella Paleologa (Moncalvo, 7 settembre 1419 – Manta, 1475) fu una nobile casalese, figlia del marchese Giovanni Giacomo del Monferrato e di Giovanna di Savoia.
Fu dunque sorella di tre marchesi del Monferrato: Giovanni IV del Monferrato, Bonifacio III del Monferrato e Guglielmo VIII del Monferrato.

## Biografia
Sposò il 7 agosto 1435 Ludovico I di Saluzzo al quale diede nove figli:
- Ludovico, conte di Carmagnola, marchese di Saluzzo e viceré di Napoli;
- Federico (†1481), vescovo di Carpentras dal 1476 alla morte
- Margherita (?-1478), che sposò nel 1465 Jean Le Bâtard d'Armagnac de Lescun (†1483)
- Gian Giacomo (?-1512)
- Antonio (?-San Secondo 1482), barone d'Anton
- Carlo Domenico († 1510), abate di Santa Maria di Staffarda, Casanova del Villar San Costanzo in Saluzzo, di San Pietro dell'Olmo
- Bianca († 1487), che sposò Vitaliano II Borromeo (1451 - 1493)
- Amedea
- Luigia

## Ascendenza
|                                 |                     |                       | Genitori               |  |  | Nonni |  |  | Bisnonni                   |  |  | Trisnonni                |  |
|                                 |                     |                       |                        |  |  |       |  |  | Giovanni II del Monferrato |  |  | Teodoro I del Monferrato |  |
|                                 |                     |                       |                        |  |  |       |  |  | Giovanni II del Monferrato |  |  | Teodoro I del Monferrato |  |
|                                 |                     | Argentina Spinola     |                        |  |  |       |  |  | Giovanni II del Monferrato |  |  |                          |  |
| Teodoro II del Monferrato       |                     |                       |                        |  |  |       |  |  | Giovanni II del Monferrato |  |  |                          |  |
|                                 |                     | Elisabetta di Maiorca | Giacomo III di Maiorca |  |  |       |  |  |                            |  |  |                          |  |
|                                 |                     | Elisabetta di Maiorca | Giacomo III di Maiorca |  |  |       |  |  |                            |  |  |                          |  |
|                                 |                     | Elisabetta di Maiorca | Costanza d'Aragona     |  |  |       |  |  |                            |  |  |                          |  |
| Giovanni Giacomo del Monferrato |                     | Elisabetta di Maiorca |                        |  |  |       |  |  |                            |  |  |                          |  |
|                                 |                     | Roberto I di Bar      | Enrico IV di Bar       |  |  |       |  |  |                            |  |  |                          |  |
|                                 |                     | Roberto I di Bar      | Enrico IV di Bar       |  |  |       |  |  |                            |  |  |                          |  |
|                                 |                     | Roberto I di Bar      | Yolanda di Dampierre   |  |  |       |  |  |                            |  |  |                          |  |
| Giovanna di Bar                 |                     | Roberto I di Bar      |                        |  |  |       |  |  |                            |  |  |                          |  |
|                                 |                     | Maria di Valois       | Giovanni II di Francia |  |  |       |  |  |                            |  |  |                          |  |
|                                 |                     | Maria di Valois       | Giovanni II di Francia |  |  |       |  |  |                            |  |  |                          |  |
|                                 |                     | Maria di Valois       | Bona di Lussemburgo    |  |  |       |  |  |                            |  |  |                          |  |
| Isabella Paleologa              |                     | Maria di Valois       |                        |  |  |       |  |  |                            |  |  |                          |  |
|                                 | Amedeo VI di Savoia | Aimone di Savoia      |                        |  |  |       |  |  |                            |  |  |                          |  |
|                                 | Amedeo VI di Savoia | Aimone di Savoia      |                        |  |  |       |  |  |                            |  |  |                          |  |
|                                 | Amedeo VI di Savoia | Violante Paleologa    |                        |  |  |       |  |  |                            |  |  |                          |  |
| Amedeo VII di Savoia            | Amedeo VI di Savoia |                       |                        |  |  |       |  |  |                            |  |  |                          |  |
|                                 |                     | Bona di Borbone       | Pietro I di Borbone    |  |  |       |  |  |                            |  |  |                          |  |
|                                 |                     | Bona di Borbone       | Pietro I di Borbone    |  |  |       |  |  |                            |  |  |                          |  |
|                                 |                     | Bona di Borbone       | Isabella di Valois     |  |  |       |  |  |                            |  |  |                          |  |
| Giovanna di Savoia              |                     | Bona di Borbone       |                        |  |  |       |  |  |                            |  |  |                          |  |
|                                 |                     | Giovanni di Valois    | Giovanni II di Francia |  |  |       |  |  |                            |  |  |                          |  |
|                                 |                     | Giovanni di Valois    | Giovanni II di Francia |  |  |       |  |  |                            |  |  |                          |  |
|                                 |                     | Giovanni di Valois    | Bona di Lussemburgo    |  |  |       |  |  |                            |  |  |                          |  |
| Bona di Berry                   |                     | Giovanni di Valois    |                        |  |  |       |  |  |                            |  |  |                          |  |
|                                 |                     | Giovanna d'Armagnac   | Giovanni I d'Armagnac  |  |  |       |  |  |                            |  |  |                          |  |
|                                 |                     | Giovanna d'Armagnac   | Giovanni I d'Armagnac  |  |  |       |  |  |                            |  |  |                          |  |
|                                 |                     | Giovanna d'Armagnac   | Beatrice di Clermont   |  |  |       |  |  |                            |  |  |                          |  |
|                                 |                     | Giovanna d'Armagnac   |                        |  |  |       |  |  |                            |  |  |                          |  |